# Beaufoy Ridge
Beaufoy Ridge är en bergstopp i Antarktis. Den ligger i Sydorkneyöarna. Argentina och Storbritannien gör anspråk på området. Toppen på Beaufoy Ridge är 650 meter över havet, eller 71 meter över den omgivande terrängen. Bredden vid basen är 0,93 km. Beaufoy Ridge ligger på ön Coronation Island.
Terrängen runt Beaufoy Ridge är kuperad åt sydväst, men åt nordost är den bergig. Havet är nära Beaufoy Ridge söderut. Trakten är obefolkad. Det finns inga samhällen i närheten. 